# Lettische Staatsangehörigkeit
Die Staatsangehörigkeit Lettlands (lettisch: pilsonība) bestimmt die Zugehörigkeit einer Person zum Staatsverband Lettlands, das als unabhängiger Staat von 1918 bis 1940 bestand und — nach dem Ende der zweiten sowjetischen Besetzung – seit 1991 wieder besteht.

## 1919 bis 1940

### Staatsangehörigkeitsgesetz
Bis zum Ersten Weltkrieg waren die Bewohner Lettlands Untertanen des Zaren. Nach der Ausrufung der Republik Lettland am 18. November 1918 beschloss der Lettische Volksrat am 23. August 1919 ein vorläufiges Staatsangehörigkeitsgesetz. Lettische Bürger wurden 1919 automatisch diejenigen Bewohner des Gouvernements Kurland sowie des lettischen Teils des Gouvernements Livland, die zum Stichtag 1. August 1914 dort ihren ordentlichen Wohnsitz gehabt hatten. Das vorläufige Staatsangehörigkeitsgesetz wurde von der Saeima am 7. Oktober 1921 ergänzt. Die Änderungen regelten die Zugehörigkeitsbestimmungen, wobei das Abstammungsprinzip dominierte. Ein weiterer Grundsatz war der einer einheitlichen Regelung für Familien und zwar so, dass sich die Staatsangehörigkeit der Ehefrau und minderjähriger Kinder nach der des Mannes / Vaters richtete. Im Ausland lebende Letten hatten ein Jahr Zeit heimzukehren oder sich bei einem Konsulat oder Innenministerium schriftlich anzumelden. Wer als ehemals russischer Untertan nicht in Lettland lebte oder aus abgetretenen Gebieten der einstigen Ostseegouvernements stammte, konnte innerhalb von sechs Monaten beim Innenminister einen Antrag auf Naturalisation stellen. Lettinnen, die durch die Heirat mit einem Ausländer ihre Staatsangehörigkeit gewechselt hatten, konnten sie nach Ende der Ehe auf Antrag wieder erlangen. Einbürgerungen von Drittstaatlern waren nach fünf Jahren Daueraufenthalt auf Antrag möglich. Darüber entschied in allen Fällen der Ministerrat auf Empfehlung des vorprüfenden Innenministeriums. Auf Vorschlag des Innenministers konnte der Volksrat bzw. die Saeima verdienten Persönlichkeiten die Staatsbürgerschaft verleihen. Der Neubürger hatte einen Treueeid zu leisten. Erst damit wurde die Einbürgerung wirksam, die dann im Staatsanzeiger veröffentlicht wurde. Eine doppelte Staatsangehörigkeit war nicht zugelassen. Wer eine fremde Staatsbürgerschaft annahm, verlor dadurch die lettische.

### Einzelne Gesetzesänderungen und ergänzende Bestimmungen
Seit 1921 erhielten aufgrund einer Gesetzesänderung am 23. August 1921 auch diejenigen vormaligen russischen Untertanen (und ihre Nachfahren) die lettische Staatsangehörigkeit, die – ohne eine der vorigen Bedingungen zu erfüllen – vor 1914 mindestens 20 Jahre in Lettland gelebt und vor 1919 keine andere Staatsangehörigkeit erworben hatten.
Am 9. Juli 1921 schlossen Lettland und Litauen einen Staatsvertrag, der vor allem der Grenzziehung bei Palanga und bei Mažeikiai sowie bei Ilūkste galt. Außerdem regelte er die Möglichkeiten der Option für die lettische oder die litauische Staatsangehörigkeit.
Das Gesetz wurde am 2. Juni 1927 geändert (in Kraft getreten am 16. Juni 1927). Das Erfordernis, dass ehemalige Bewohner des Zarenreiches für die Dauer von 20 Jahren einen Wohnsitz in Lettland nachzuweisen haben, wurde auf sechs Monate verkürzt. Als letztmögliches Datum der erneuten Wohnsitznahme galt nun der 1. Januar 1925. Kleinere Änderungen sicherten mit Ausländern verheirateten Frauen, Waisen usw. Anspruch auf die Staatsbürgerschaft. Außerdem wurden die Vorschriften zur Entziehung bei Auslandsaufenthalt ohne gültigen Pass oder Wehrdienstvermeidung mit den entsprechenden im Vorjahr geänderten Gesetzen in Einklang gebracht.
Eine weitere Gesetzesänderung vom 20. September 1938 verschärfte die Entzugsvorschrift bei Wehrpflichtvermeidung durch Auslandsaufenthalt. Freiwillig Dienende konnten ohne die fünfjährige Wartefrist eingebürgert werden.

### Die „Umsiedlung“ der Deutsch-Balten und die erste Besetzung Lettlands durch die Sowjetunion 1940
Am 30. Oktober 1939 schlossen Lettland und das Deutsche Reich den Vertrag über die Umsiedlung lettischer Bürger deutscher Volkszugehörigkeit in das Deutsche Reich. Daraufhin wurden gut 62.500 Deutsch-Balten umgesiedelt, einschließlich einer „Nachumsiedlung“ 1941 (siehe unten). Wer die Frist zur Umsiedlung bis zum 15. Dezember 1939 nutzte, gab durch unwiderrufliche Erklärung vor Ausreise die lettische Staatsangehörigkeit auf. Das Deutsche Reich nahm die Umsiedler nur „mit dem Ziel der Einbürgerung“ auf.
Nachdem das Deutsche Reich und die Sowjetunion am 23. August 1939 den deutsch-sowjetischen Nichtangriffspakt samt einem geheimen Zusatzprotokoll geschlossen hatten, besetzte die Rote Armee Lettland. Nach einer Scheinwahl annektierte die Sowjetunion Lettland. Am 10. Januar 1941 vereinbarten das Deutsche Reich und die Sowjetunion in Riga die „Umsiedlung von Reichsdeutschen und Volksdeutschen aus den Gebieten der Lettischen und Estnischen Sozialistischen Sowjetrepubliken in das Deutsche Reich“, die sogenannte „Nachumsiedlung“ der verbliebenen Deutsch-Balten.
Am 22. Juni 1941 begann die Wehrmacht den Deutsch-Sowjetischen Krieg. Vom 10. Juli 1941 bis zum Herbst 1944 war Lettland von der Wehrmacht besetzt, Kurland großteils bis zum Kriegsende.

## 1940 bis 1990
Das sowjetische Staatsbürgerschaftsrecht wurde 1940 bzw. 1945, nach der zweiten Besetzung Lettlands durch die Sowjetunion, auf alle zugewonnenen Gebiete ausgedehnt. Die Lettische Sozialistische Sowjetrepublik war durch die Einverleibung des Gebiets nach der Scheinwahl geschaffen worden. Im Ausland lebende Balten durften sich bis zum 1. November 1940 in Konsulaten registrieren. Für die in Lateinamerika Lebenden erlaubte eine Verordnung vom 30. April 1948 eine Nachfrist bis 1. Juli 1949. Fortan war nur noch die Unionsbürgerschaft von Bedeutung, auch wenn in den Inlandspässen eine „Nationalität“ einzelner Teilrepubliken eingetragen war.

## Seit 1991
Staatsrechtstheoretiker der baltischen Länder gehen davon aus, dass diese Republiken durch ihre Inkorporation in die Sowjetunion 1940 nicht als Völkerrechtssubjekte erloschen, so dass sie seit 1991 als Rechtsnachfolger der 1919 unabhängig gewordenen Länder zu sehen seien. Daraus ergäbe sich die durchgehende Existenz einer Staatsbürgerschaft. Daher „stellte man die lettische Staatsbürgerschaft wieder her“ gemäß den Prinzipien der Zwischenkriegszeit und nur für den Personenkreis, der 1940 Ansprüche gehabt hätte und deren Nachfahren sowie Findelkinder.

Im Ausland wohnende Nachfahren Deportierter konnten sich bis 1. Juli 1995 als Bürger registrieren und eine eventuelle zweite Staatsbürgerschaft behalten.
Bereits seit 1990 gab es eine Verordnung, die die Erteilung einer Dauer-Wohnerlaubnis (russisch пропи́ска propíska), an Neuankömmlinge untersagte. Das am 2. Juli 1992 in Kraft getretene Ausländergesetz war ähnlich schikanös. Zusammen mit chaotischer, aber generell anti-russischer Verwaltungspraxis und zahlreichen unterlassenen Anmeldungen durch Ex-Sowjetbürger führte dies für Tausende zu unklarem Aufenthalts- bzw. Staatsangehörigkeitsstatus. Um aus diesem Dilemma zu entkommen, erfand man den „Nicht-Bürger“ (lettisch nepilsoņi) mit dauerhaftem Aufenthaltsrecht. Eine Verwaltungsgerichtsbarkeit schuf man erst 2004.

### Menschenrechtsproblematik der Nicht-Bürger
Die meisten zu Sowjetzeiten Zugewanderten blieben 1991 im Lande, so dass aufgrund der genannten strikten ius sanguinis-Regelung 28,2 % der Einwohner zu effektiv staatenlosen „Nichtbürgern“ ohne bürgerliche Rechte, abgesehen vom Abschiebeschutz und Daueraufenthaltsrecht, gemacht wurden. Da der EU- und NATO-Beitritt politisch gewünscht war, „übersah“ die Brüsseler Bürokratie die Verweigerung des grundlegenden Menschenrechts auf eine Staatsangehörigkeit (Art. 15 AEMR). Es handelte sich beim ausgegrenzten Personenkreis, als sie nach Lettland umzogen, nicht um ausländische Gastarbeiter, sondern Sowjetbürger und somit Inländer.
Durch die für die Betroffenen im Laufe der Jahre unten erläuterte etwas verbesserte Gesetzeslage, wobei gerade der schwere Sprachtest für Ältere eine hohe Hürde darstellt, konnten sich viele „Nichtbürger“ einbürgern lassen, so dass 2019 ihr Anteil bei knapp elf Prozent der Einwohnerzahl liegt.

### Internationale Verträge
Lettland hat das Übereinkommen zur Verminderung der Staatenlosigkeit 1992 unterzeichnet. Dem Übereinkommen über die Rechtsstellung der Staatenlosen trat man 1999 bei; das Rahmenübereinkommen zum Schutz nationaler Minderheiten von 1995 hat man 2005 ratifiziert aber in beiden Fällen unter dem ausdrücklichen Vorbehalt russische Zuwanderer weiter diskriminieren zu wollen. Das Europäische Übereinkommen über die Staatsangehörigkeit vom 6. November 1997 (SEV Nr. 166), das am 1. März 2000 in Kraft trat, hatte man 2001 ebenfalls unterschrieben, aber auch neunzehn Jahre später nicht ratifiziert.
Die Gesetzesänderung 2019 trägt der Kinderrechtskonvention Rechnung.

### Staatsbürgerschaftsgesetz 1994
Die Staatsangehörigkeitsfrage war im Vorfeld der Wahl des Jahres 1993, an der fast ein Drittel der Bevölkerung eben deshalb nicht teilnehmen durfte, ein heiß umstrittenes Thema.
Das moderne Staatsbürgerschaftsgesetz erging am 22. Juli 1994 und wurde im Jahr darauf geringfügig geändert. Man hielt am Abstammungsprinzip fest. Lediglich im Lande ansässige Letten und Liven ohne andere Staatsangehörigkeiten, Frauen, die durch Eheschließung ihre Staatsbürgerschaft verloren hatten (was im sowjetischen Recht seit 1924 nicht mehr vorkam), Waisen und Personen nicht-lettischen Blutes, die ihre Schulzeit auf einer lettischen Sekundarschule abgeschlossen hatten, konnten ipso iure durch Registrierung Staatsbürger werden – insgesamt nutzten dies weniger als 2.000 Personen.
Einbürgerungsanträge für im Lande Geborene waren altersabhängig nur gestaffelt gestattet: 20-Jährige durften ab 1996 einen Antrag stellen, danach ansteigend bis zum Alter von 45, ab dem man 2003 Staatsbürger hätte werden dürfen. Erst danach sollte die Altersbeschränkung wegfallen. In jedem Fall hatte der Antragsteller eine Sprachprüfung auf vergleichsweise hohem Niveau zu bestehen, jüngere Neubürger mussten auch Wehrdienst leisten. Von den 1995–1998 gestellten 15.853 Anträgen wurden 11.431 positiv beschieden.
Gesetzesänderung 1998
Die durch Volksabstimmung im Oktober 1998 angenommene Gesetzesänderung schaffte die zeitliche Staffelung ab.
Gesetzesänderung 2013
Eine weitere Reform wurde seit 2011 im Parlament diskutiert. Im Vorfeld scheiterte ein Volksbegehren, das den Nicht-Bürgern volle Rechte verliehen hätte ebenso wie der Versuch, die Bestimmung aufzuheben, dass Lettisch die einzige Staatssprache sein darf.
Die am 9. Mai beschlossene Gesetzesänderung trat zum 1. Oktober 2013 in Kraft. Sie weist ausdrücklich auf die Kontinuität des Gesetzes von 1919 hin und beschränkt weiterhin den automatischen Zugang auf den 1940 berechtigten Personenkreis, die sich als Staatsangehörige registrieren können. 1996–2011 hatte man gut 16.000 Neubürger solcher Art registriert. Ein Elternteil genügt den Staatsangehörigkeitsanspruch weitergeben zu können. Im Ausland Lebende, als Nachfahren von 1881 bis 1940 in den damaligen Grenzen Ansässige oder von Frauen, die durch Ausländerheirat eine andere Staatsbürgerschaft erwarben, müssen den Sprachtest ablegen.
Kinder von Nicht-Bürgern oder Staatenlosen, die seit dem 21. August 1991 im Lande geboren wurden, nicht bei Geburt als Lette eingetragen wurden und dauerhaft hier wohnen, dürfen seit der Gesetzesänderung unter erleichterten Bedingungen lettische Vollbürger werden, wenn sich ihre Eltern verpflichten sie beim Erlernen lettischer Sprache und Kultur zu fördern. Von dieser Möglichkeit machten 2016–2018 nur 120 Personen Gebrauch.
Einbürgerungen (lettisch naturalizāciju) müssen dem lettischen Staat nützlich und einer einheitlichen Gesellschaftsstruktur dienlich sein. Für Kinder bis 14 Jahren führt das Verfahren der gesetzliche Vertreter (mit). Zuständig ist eine eigene Abteilung des Innenministeriums, die zahlreiche Außenstellen hat. Jugendliche von 14–18 Jahren haben für sich ein Mitspracherecht. 1996–2011 gab es insgesamt 136.500 Einbürgerungen. Deren Zahl erreichte zur Zeit des EU-Beitritts 2004/05 ihren Höhepunkt. Verdiensteinbürgerungen sind in jedem Einzelfall vom Parlament zu genehmigen, alle anderen erfolgen durch Ministerratsbeschluss auf Empfehlung des Innenministeriums.
Voraussetzungen sind fünf Jahre legaler Aufenthalt mit Daueraufenthaltserlaubnis (die es erst nach fünf Jahren befristeter Aufenthaltserlaubnis gibt), ohne schwere Vorstrafen und ausreichendes Einkommen. Des Weiteren ist sowohl ein Sprach- als auch Staatsbürgerkundetest (Geschichte, Sozialkunde, Hymne) zu bestehen. Andere Staatsbürgerschaften müssen, außer in den unten erwähnten Ausnahmefällen, nachweislich aufgegeben werden.

Prinzipiell nicht eingebürgert werden dürfen ehemalige Berufssoldaten einer fremden Macht. Ebenso wenig ehemalige Angehörige der Staatssicherheitsorgane der UdSSR (speziell KGB) oder eines anderen Staates sowie Mitarbeiter post-sowjetischer pro-kommunistischer Organisationen nach 1991. Wird eine Einbürgerung aus solchen Staatsschutzgründen abgelehnt, ist nur Widerspruch beim Generalstaatsanwalt zulässig, dessen Entscheidung endgültig und gerichtlich nicht anfechtbar ist.
Ausgeweitet wurde die Erlaubnis der doppelten Staatsbürgerschaft für Letten, die zugleich Bürger eines andern EU-Landes sowie einiger weiterer Staaten sind. Ausdrücklich verboten bleibt die Mehrstaatigkeit für Russen und Israelis. Der Ministerrat kann durch Beschluss im Einzelfall gestatten, dass bei Annahme einer fremden Staatsangehörigkeit die lettische beibehalten werden darf.
Entlassungen aus der Staatsbürgerschaft, um eine andere anzunehmen, werden verweigert, solange Steuerschulden bestehen oder Wehrpflicht (ausgesetzt) besteht. Aberkennungen, sofern keine Staatenlosigkeit entsteht, sind möglich bei falschen Angaben bei der Einbürgerung oder schweren Verbrechen gegen den lettischen Staat.
Gesetzesänderung 2019
Am 17. Oktober 2019 wurde ein Gesetz verabschiedet (in Kraft getreten am 1. Januar 2020), wonach in Lettland geborene Kinder von Nicht-Bürgern die lettische Staatsangehörigkeit ab Geburt erhalten, wenn sich Eltern nicht darüber einig sind, welche Staatsangehörigkeit ihr Kind erhalten soll, gegeben für den Fall, dass diese rechtliche Konstellation eröffnet ist. Diese Regelung ist subsidiär bei Auslandsgeburten oder wenn ein Elternteil Ausländer ist. Dann muss man beweisen, dass das Kind nicht ausländischer Staatsangehöriger sein könnte.